# Charles C. Moore

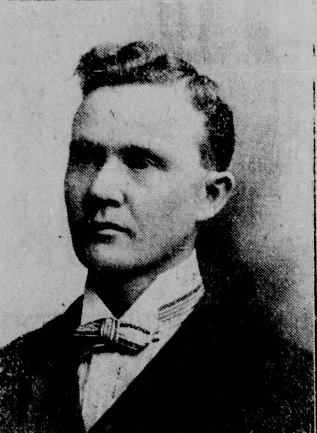
Charles C. Moore

Charles Calvin Moore (* 26. Februar 1866 im Holt County, Missouri; † 19. März 1958 in St. Anthony, Idaho) war ein US-amerikanischer Politiker und von 1923 bis 1927 Gouverneur des Bundesstaates Idaho.

## Frühe Jahre und politischer Aufstieg
Charles Moore besuchte die öffentlichen Schulen seiner Heimat in Missouri. Danach besuchte er eine Schule zur Lehrerausbildung. Zwischen 1894 und 1898 war er in verschiedenen Positionen in seinem Heimatbezirk angestellt. Im Jahr 1899 zog er nach Idaho, wo er als Lehrer arbeitete und auf dem Immobilienmarkt tätig wurde. Er war an der Gründung des Ortes Ashton beteiligt und gründete den ersten unabhängigen Schulbezirk im Fremont County. Moore war auch an der Gründung der St. Anthony Bank and Trust Company sowie der Idaho Industrial Training School beteiligt.
Moore war Mitglied der Republikanischen Partei. Zwischen 1903 und 1907 war er Abgeordneter im Repräsentantenhaus von Idaho. Von 1908 bis 1913 war er Posthalter in St. Anthony. Im Jahr 1918 wurde er zum Vizegouverneur seines Staates gewählt. Damit war er zwischen 1919 und 1923 Vertreter von Gouverneur D. W. Davis, zu dessen Nachfolger er im Jahr 1922 gewählt wurde.

## Gouverneur von Idaho
Nach einer Wiederwahl im Jahr 1924 konnte Charles Moore zwischen dem 3. Januar 1923 und dem 3. Januar 1927 als Gouverneur amtieren. In dieser Zeit baute die Union Pacific Railroad ihre Hauptlinie nach Boise. Für den Erziehungsbereich wurden mehr Gelder zur Verfügung gestellt und mit Hilfe von neuen Gesetzen wurden die Wälder des Staates unter Schutz gestellt. Hinzu kam noch die Fertigstellung zweier wichtiger Autobahnen und eines Staudammes.

## Weiterer Lebenslauf
Nach dem Ende seiner Gouverneurszeit widmete sich Moore zunächst wieder dem Immobiliengeschäft. Zwei Jahre später wurde er Landbeauftragter der Bundesregierung unter Präsident Herbert Hoover. Dieses Amt bekleidete er bis 1932. Danach zog er sich aus der Politik zurück. Charles Moore starb im März 1958 nach einem Schlaganfall. Er war zweimal verheiratet und hatte insgesamt vier Kinder.